# Сервироги

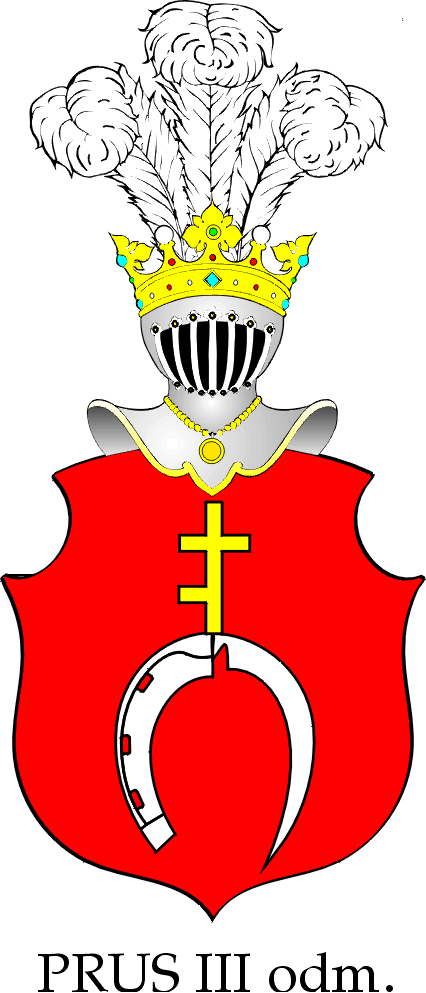

Сервироги (пол. Serwirog, Serwiroh) − старинные польские дворянские роды, проживавшие на территории современной Белоруссии и Польши (бывшее Литовское княжество).
Первого известного предка Сервирогов, жившего в XVII веке, звали Бронислав Сервирог. Его предки уже владели вотчинными недвижимыми дворянскими имениями в Витебском воеводстве, во втором колене Бронислав имел четырёх сыновей: Ивана, Григория, Василия и Михаила Брониславовичей. Из них Иван был на военной службе и за таковую был пожалован в Ивановской волости Смоленского воеводства восемью уволоками земли, ленным правом ему, его жене и потомкам привилегией польского короля Сигизмунда III от 11 августа 1628 года, представленной в выписи из Правительствующего Сената, данной за № 49 4 ноября 1826 года. По словам просителя Николая Семенова Сервирога, находясь в Мстиславском воеводстве, имея в Оршанском повете в содержании от владельцев Дубровенского графства Огинских имения, был убит дубровенскими крестьянами 28 июля 1686 года. Доказательством дворянского происхождения его сыновей служило свидетельство Сейма от 16 декабря 1687 года, записанное 20 мая 1704 г. в книги Оршанского городского суда, выданное из них в выписи 7 октября 1723 года.

## Описание герба Сервирогов
Использовали изменённый герб Прус III (в основе лежит Прус III, однако венчает герб дворянский коронованный шлем и нашлемник в виде трех перьев вместо ноги в латах). В Могилевском дворянском депутатском собрании было рассмотрено прошение Даниила Сервирога от 2 мая 1777 года, поданное от его лица и от лица его родственников рода Сервирог, употреблявшего герб «Прус»: в красном поле с левой стороны — половина подковы, с правой стороны — полукругом коса, посередине — кавалерский крест, в хелме — три страусовых пера. Сохранилось графическое изображение герба.
Известные представители рода:
- Сервирог, Пётр Васильевич (1792 — после 1869) — действительный статский советник, обер-секретарь IV департамента Правительствующего сената. Член Петербургской городской распорядительной думы.
- Сервирог, Дидан Степанович (1809—1854) — врач[3].
- Сервирог, Август Людвигович (1800—1845) - подполковник, командир батальона Навагинского полка, Кавалер ордена Святого Георгия.
- Сервирог, Виктор Андреевич (1880—1938)
- Сервирог, Александр Александрович (1874–1945) - старший врач больницы при общине сестер милосердия св. Георгия, советник временной санитарной комиссии, врач лазарета Сергиевского православного братства в С.-Петербурге[4], статский советник, орден Св. Анны II-й степени, орден Святого Владимира IV степени. Врач 1-го Санкт-Петербургского реального училища (с 1911); его портрет работы Шервуда был выставлен на XVIII выставке картин Московского Товарищества художников[5].
- Сервирог, Александр Павлович (1869-1942) - военный врач до 1917 года, врач в г. Ленинграде.
- Сервирог, Петр Павлович (1877 - после 1944) - военный врач до 1917 года, врач.
- Сервирог, Николай Павлович (1879 - 1942) - военный врач до 1917 года, врач в г. Ленинграде.
- Сервирог, Леонид Павлович - преподаватель древних языков Одесской Ришельевской гимназии на 1907 год [6] .